# قبيلة القواسمي
قبيلة القواسمي هي عشيرة رئيسية مقرها أساسًا في الخليل، وتضم ما يقرب من 10.000 عضو. قدمت نحو 17 شهيدا خلال انتفاضة الأقصى، وأغلبية قادة الجناح العسكري لحركة حماس في المدينة من هذه العائلة.
اتهم الشاباك القبيلة باختطاف طلاب يشيفا. يُشتبه في أن مروان القواسمي كان أحد الاثنين اللذين قاما باختطاف وقتل مستوطنين إسرائيليين في 12 يونيو 2014.
ووفقا للجيش الإسرائيلي، فقد قُتل عبد الله القواسمي في يونيو 2003 على يد وحدة يمام بعد مقاومة الاعتقال. غير أن شهودا فلسطينيين أفادوا أن مجموعة من الشرطة الإسرائيلية تنكرت في زي عمال فلسطينيين فتحت النار عليه أثناء مغادرته مسجدا في الخليل. أدى الاغتيال المثير للجدل إلى انتقاد إسرائيل من وزير الخارجية الأمريكي كولن باول.
في 31 أغسطس 2004، قام أحمد عبد العفو القواسمي، من سكان محافظة الخليل، بعملية فدائية في بئر السبع، راح على إثرها 16 إسرائيلياً. كان قد أرسله القيادي المحلي في حماس عماد القواسمي.
في 13 أكتوبر 2004، اعتقلت قوات الجيش الإسرائيلي عماد القواسمي بعد أن تم توفير معلومات استخباراتية من قبل الشاباك. وبحسب شهود عيان، سلّم عماد نفسه على الفور بعد أن بدأت جرافة كاتربيلر دي-9 المدرعة التابعة لجيش الاحتلال الإسرائيلي في هدم منزله.
في عام 2011، اقتحم الجيش الإسرائيلي منزل عمر القواسمي (66 سنة)، وهو نائم في فراشه وسط مدينة الخليل، جنوب الضفة الغربية. وقد أقدمت على إطلاق الرصاص عليه، قبل أن تعتقل عدة أشخاص ينتمون إلى حركة حماس. وقد أفاد ابنه أن "جنود الاحتلال قاموا بالدخول إلى المنزل، وكانت الوالدة تصلي الفجر فوضعها الجنود في غرفة شقيقي المعاق، ودخلوا غرفة نوم والدي وأطلقوا عليه الرصاص، وقاموا بأخذ جثة والدي معهم، وقاموا بتسليمها فيما بعد للهلال الأحمر الفلسطيني".
وفي وقت لاحق، أصدر الجيش الإسرائيلي بيانًا أقر فيه بأن مقتل القواسمي لم يكن مقصودًا. وقال متحدث عسكري إسرائيلي لوكالة الأنباء الفرنسية: "ليس هناك ما يشير إلى تورط [القواسم] في أي نشاط إرهابي في أي مرحلة، وبالتالي فإننا نأسف للحادث".

## أعضاء القواسمي البارزون في حماس
- محمود عمران القواسمي: منفذ عملية الحافلة رقم 37 سنة 2003.
- حازم القواسمي: منفذ عملية إطلاق نار على مستوطنة كريات أربع.
- فؤاد القواسمي: نفذ عملية الحسبة وسط مدينة الخليل ضد المستوطنين والجيش.
- فهد القواسمي: رئيس بلدية الخليل وعضو اللجنة التنفيذية لمنظمة التحرير الفلسطينية، توفي يوم السبت 29 ديسمبر 1984 في جبل الحسين في عمّان برصاص عملاء الموساد وهو يهم بدخول بيته.[12]
- حمزة القواسمي: شارك رفقة طارق في قتل المستوطن نتنائيل عوزيري، وتوفي في هذه العملية.[13]
- محسن القواسمي: نفذ عملية مستوطنة نيجوهوت جنوب جبل الخليل.
- عبد الله القواسمي: قائد عسكري في كتائب عز الدين القسام، مسؤول عن العديد من عمليات المقاومة الفلسطينية. قامت وحدة خاصة إسرائيلية عالية التدريب تدعى وحدة يمام باغتياله في 21 يونيو 2003.
- باسل القواسمي: قام بتنفيذ عمليتين كبيرتين في القدس المحتلة حيث قتل نحو 39 إسرائيليا. توفي في 22 سبتمبر 2003.
- حاتم القواسمي: ساهم في صنع الأحزمة الناسفة للقسام.
- أحمد عبد العفو القواسمي: أحد منفذي عملية حافلة بئر السبع، توفي في 31 أغسطس 2004.
- عماد القواسمي: المطلوب رقم واحد ومهندس حماس العسكري في الخليل. اعتقل في 13 أكتوبر 2004 من قبل وحدة إيجوز.[14]
- أيوب القواسمي: أحد اعضاء كتائب القسام، كان مطاردا من قوات الاحتلال منذ 16 عاما، ولم تفلح في القبض عليه. اعتُقل من قبل جهاز مخابرات السلطة الفلسطينية (حركة فتح) سنة 2010، وأفرج عنه جهاز الأمن الوقائي الفلسطيني في آخر شهر فبراير 2014. اعتقل في 4 مارس 2014 من قبل وحدة دوفدفان.[15]
- مروان القواسمي: اتهم في كونه أحد الاثنين اللذين قاما باختطاف وقتل مستوطنين. توفي في 23 سبتمبر 2014 عندما حاصرت قوات الاحتلال منزلًا، قرب مسجد الرباط في حي الجامعة بمدينة الخليل، تحصن فيه رفقة عامر أبو عيشة، وشرعت بإطلاق رصاص كثيف في الحي وأجرت عمليات تفجير في المكان قبل مطالبة قاطني المنزل بالخروج وتسليم أنفسهم للقوات. وبعد ساعات من إطلاق النار المتبادل، قصفت قوات الاحتلال المبنى بالقنابل الحارقة والفراغية، وأعلنت عن تمكنها من اغتيال عامر أبو عيشة، ومروان القواسمي، في عملية شارك فيها أكثر من 100 جندي إسرائيلي، مدعومين بطائرات استطلاع.[16]

## روابط خارجية
- القواسمي..عائلة تتمنى إسرائيل إبادتها عن وجه الأرض